# Djemaa Beni Habibi
Djemaa Beni Habibi (în arabă الجمعة بنى حبيبى) este o comună din provincia Jijel, Algeria.
Populația comunei este de 14.652 de locuitori (2008).